# XII emendamento della Costituzione degli Stati Uniti d'America
Il XII emendamento della Costituzione degli Stati Uniti d'America (Emendamento XII) stabilisce la procedura per l'elezione del Presidente e del Vicepresidente. Esso sostituisce la procedura prevista dall'Articolo II, Sezione 1, Clausola 3, in base alla quale funzionava originariamente il Collegio elettorale. L'emendamento fu proposto dal Congresso degli Stati Uniti il 9 dicembre 1803 e fu ratificato dai tre quarti delle legislature statali il 15 giugno 1804. Le nuove regole entrarono in vigore per le elezioni presidenziali del 1804 e hanno disciplinato tutte le elezioni presidenziali successive.
Secondo la Costituzione originale, ogni membro del Collegio elettorale esprimeva due voti elettorali, senza distinzione tra voti elettorali per il presidente o per il vicepresidente. Il candidato alla presidenza che riceveva il maggior numero di voti, a condizione che tale numero fosse almeno la maggioranza degli elettori, veniva eletto presidente, mentre il candidato alla presidenza che riceveva il secondo maggior numero di voti veniva eletto vicepresidente. Nel caso in cui nessun candidato avesse ottenuto la maggioranza dei voti degli elettori, così come nel caso in cui più persone avessero ottenuto la maggioranza dei voti ma fossero a pari merito, la Camera dei Rappresentanti avrebbe tenuto un'elezione straordinaria per scegliere il presidente. Nel caso in cui più candidati avessero ottenuto il secondo maggior numero di voti, il Senato avrebbe tenuto un'elezione suppletiva per selezionare il vicepresidente. Le prime quattro elezioni presidenziali si svolsero secondo queste regole.
Il sistema originale permise alle elezioni presidenziali del 1796 e a quelle del 1800 di eleggere un presidente e un vicepresidente che erano avversari politici, agendo costantemente in contrasto tra loro. Ciò spinse i legislatori a modificare il processo di elezione presidenziale per richiedere a ciascun membro del Collegio elettorale di esprimere un voto elettorale per il presidente e un voto elettorale per il vicepresidente. In base alle nuove regole, un'elezione straordinaria viene ancora tenuta dalla Camera dei Rappresentanti se nessun candidato ottiene il voto elettorale presidenziale della maggioranza degli elettori, ma non c'è più la possibilità che più candidati ottengano voti elettorali presidenziali da una maggioranza di voti elettorali vicepresidenziali e che nessun individuo costituzionalmente ineleggibile alla carica di presidente sia idoneo a ricoprire la carica di vicepresidente.

## Testo
Gli Elettori si riuniranno nei rispettivi Stati e voteranno a scrutinio segreto per il Presidente e il Vicepresidente, di cui almeno uno non dovrà essere residente nello stesso Stato; nella loro scheda indicheranno la persona votata come Presidente, e in schede distinte la persona votata come Vicepresidente, e faranno elenchi distinti di tutte le persone votate come Presidente e di tutte le persone votate come Vicepresidente e del numero di voti per ciascuna di esse, elenchi che firmeranno e certificheranno e trasmetteranno sigillati alla sede del governo degli Stati Uniti, presieduta dal Presidente del Senato;
Il Presidente del Senato, in presenza del Senato e della Camera dei Rappresentanti, aprirà tutti i certificati e si procederà al conteggio dei voti;
La persona che avrà ottenuto il maggior numero di voti per la presidenza sarà il presidente, se tale numero sarà la maggioranza dell'intero numero di elettori nominati; se nessuno avrà tale maggioranza, la Camera dei rappresentanti sceglierà immediatamente il presidente tra le persone che avranno ottenuto il numero più alto, non superiore a tre, nella lista dei votati per la presidenza. Tuttavia, nella scelta del Presidente, le votazioni avverranno per Stati, con un voto per ogni Stato; il quorum a tal fine sarà costituito da uno o più membri provenienti dai due terzi degli Stati, e per la scelta sarà necessaria la maggioranza di tutti gli Stati. Se la Camera dei Rappresentanti non sceglierà il Presidente, quando il diritto di scelta spetterà loro, prima del quarto giorno di marzo successivo, il Vicepresidente fungerà da Presidente, come in caso di morte o di altro impedimento costituzionale del Presidente.

La persona che avrà ottenuto il maggior numero di voti come Vicepresidente sarà il Vicepresidente, se tale numero sarà la maggioranza dell'intero numero di Elettori nominati, e se nessuno avrà la maggioranza, allora il Senato sceglierà il Vicepresidente tra i due numeri più alti della lista; il quorum a tal fine sarà costituito dai due terzi dell'intero numero di Senatori, e la maggioranza dell'intero numero sarà necessaria per una scelta. Ma nessuna persona costituzionalmente non eleggibile alla carica di Presidente potrà essere eletta a quella di Vicepresidente degli Stati Uniti.

## Contesto
Secondo la procedura originale del Collegio elettorale, prevista dall'Articolo II, Sezione 1, Clausola 3, ogni elettore esprimeva due voti elettorali, senza distinzione tra voti elettorali per il presidente e voti elettorali per il vicepresidente. Le due persone scelte dall'elettore non potevano abitare nello stesso Stato dell'elettore. Questo divieto era stato pensato per evitare che gli elettori votassero per due “figli prediletti” dei rispettivi Stati. La persona che riceveva il maggior numero di voti, a condizione che tale numero costituisse la maggioranza degli elettori, veniva eletta presidente.
Vi erano due possibili scenari in cui la Camera dei Rappresentanti avrebbe dovuto tenere un'elezione supplementare per selezionare il presidente. Se c'era più di un individuo che riceveva lo stesso numero di voti e tale numero era pari alla maggioranza degli elettori, la Camera avrebbe scelto uno di loro come presidente. Se nessun individuo raggiungeva la maggioranza, la Camera avrebbe scelto tra i cinque individui con il maggior numero di voti elettorali. In entrambe le circostanze, ogni delegazione statale disponeva di un voto (en bloc). Per essere scelto come presidente, un candidato doveva ricevere la maggioranza assoluta, ovvero più della metà del numero totale di Stati.
La selezione del vicepresidente era un processo più semplice. Il candidato che riceveva il secondo maggior numero di voti per la presidenza diventava vicepresidente. Il vicepresidente, a differenza del presidente, non doveva ricevere i voti della maggioranza degli elettori. In caso di parità di voti per il secondo posto, il Senato avrebbe tenuto un'elezione suppletiva per selezionare il vicepresidente tra i candidati in pareggio, con ogni senatore che avrebbe espresso un voto. Per essere scelto come vicepresidente, un candidato doveva ricevere la maggioranza assoluta, cioè più della metà del totale dei membri del Senato.
Il sistema elettorale originale funzionò adeguatamente per le prime due elezioni presidenziali, perché in entrambe le occasioni George Washington fu scelto all'unanimità dagli elettori per la presidenza; l'unica vera contesa fu l'elezione del vicepresidente, per la quale non era richiesta una maggioranza assoluta. La decisione di George Washington di non cercare un terzo mandato e l'emergere di attività politiche di parte misero in luce i problemi della procedura originale.
Nelle elezioni del 1796, John Adams, candidato presidenziale del Partito Federalista, ricevette i voti della maggioranza degli elettori. Tuttavia, gli elettori federalisti dispersero i loro secondi voti, facendo sì che il candidato presidenziale del Partito Democratico-Repubblicano, Thomas Jefferson, ricevesse il secondo maggior numero di voti elettorali e venisse quindi eletto vicepresidente. Divenne presto evidente che avere un vicepresidente e un presidente non disposti a lavorare insieme in modo efficace sarebbe stato un problema più significativo di quanto si fosse pensato all'inizio. Il problema più rilevante era che, con le Guerre rivoluzionarie francesi che infuriavano in Europa, fu subito evidente che il presidente Adams avrebbe perseguito una politica estera filo-britannica, con grande disgusto del vicepresidente Jefferson, fortemente filo-francese.
Il 6 gennaio 1797, il rappresentante federalista William L. Smith della Carolina del Sud rispose al risultato del 1796 presentando una risoluzione alla Camera dei Rappresentanti per un emendamento alla Costituzione che richiedeva che ogni elettore esprimesse un voto per il presidente e un altro per il vicepresidente. Tuttavia, non fu dato seguito alla sua proposta.
Questo fatto gettò le basi per una crisi. Nelle elezioni del 1800, entrambi i partiti principali cercarono di evitare il problema sorto nel 1796 nominando candidati presidenziali e vicepresidenziali distinti per partito. Tuttavia, non c'era modo per gli elettori di distinguere tra le due cariche quando esprimevano il loro voto, per cui se tutti gli elettori avessero votato per i rispettivi candidati di partito, le elezioni si sarebbero concluse con un pareggio tra i due candidati della lista più popolare.
I Democratici-Repubblicani, che avevano candidato Jefferson alla presidenza e Aaron Burr alla vicepresidenza, riuscirono ad ottenere la maggioranza degli elettori presieduti. Ma il margine elettorale era così sottile che c'era poco spazio per gli errori se i Democratici-Repubblicani volevano evitare di ripetere gli errori dei Federalisti del 1796. Date le limitazioni tecniche delle comunicazioni del XVIII secolo, gli elettori democratico-repubblicani di ogni Stato dovevano presumere che un elettore di un altro Stato fosse il responsabile dell'astensione necessaria per garantire l'elezione di Burr alla vicepresidenza. In realtà, tutti gli elettori democratico-repubblicani erano così riluttanti a essere responsabili dell'elezione del presidente uscente Adams alla vicepresidenza che ogni elettore democratico-repubblicano votò sia per Jefferson che per Burr, determinando un pareggio. Questo problema è stato definito in seguito il dilemma di Burr, o voto singolo, o completo.
Di conseguenza, si tenne un'elezione presidenziale straordinaria alla Camera dei Rappresentanti. Le delegazioni degli Stati controllati dai federalisti votarono per Burr nel tentativo di impedire a Jefferson di diventare presidente. Né Burr né Jefferson riuscirono a vincere nei primi 35 scrutini. Con l'aiuto di Alexander Hamilton, l'impasse fu finalmente superata al 36° scrutinio e Jefferson fu eletto presidente il 17 febbraio 1801. Questo prolungato problema elettorale, unito alle crescenti maggioranze democratico-repubblicane sia alla Camera che al Senato, creò le premesse per un emendamento costituzionale che modificasse questo sistema imperfetto.

## Adozione

### Viaggio al Congresso
Nel marzo 1801, diverse settimane dopo la conclusione delle elezioni del 1800, nella Legislatura dello Stato di New York furono proposti due emendamenti che avrebbero costituito lo scheletro del Dodicesimo Emendamento. Il governatore John Jay presentò un emendamento alla legislatura statale che avrebbe richiesto un'elezione distrettuale degli elettori in ogni Stato. L'Assemblyman Jedediah Peck presentò un emendamento che prevedeva l'adozione di designazioni per i voti per il presidente e il vicepresidente. I due emendamenti non furono presi in considerazione fino all'inizio del 1802 perché la legislatura statale si prese una pausa per l'estate e l'inverno. Il senatore dello Stato di New York DeWitt Clinton si mosse per l'adozione dell'emendamento nel gennaio 1802. Poco dopo, Clinton ottenne un seggio vacante al Senato degli Stati Uniti, dove fu determinante per portare l'emendamento alla designazione al Congresso. Il processo proseguì a New York il 15 febbraio, quando il rappresentante Benjamin Walker di New York propose alla Camera gli emendamenti sulla designazione e sulle elezioni distrettuali. Il dibattito sugli emendamenti iniziò a maggio. I Democratici-Repubblicani volevano decidere rapidamente sull'emendamento, ma i Federalisti sostenevano che le idee necessitavano di più tempo di quello concesso dalla sessione in corso. Il federalista Samuel W. Dana del Connecticut voleva esaminare la necessità di un vicepresidente. L'emendamento alla fine fallì al Senato dello Stato di New York, ma DeWitt Clinton portò la discussione dell'emendamento alla Camera dei Rappresentanti.
Il Congresso era pronto a discutere l'emendamento presentato, ma i Democratici-Repubblicani decisero di aspettare l'8º Congresso. L'8º Congresso avrebbe permesso ai Democratici-Repubblicani di avere maggiori possibilità di soddisfare il requisito dei due terzi dei voti per presentare una proposta di emendamento costituzionale.

### Dibattito congressuale

#### Camera dei Rappresentanti
Nel 1803 il primo giorno, l'8º Congresso prese in considerazione l'emendamento di designazione. La prima formulazione dell'emendamento prevedeva che i cinque candidati con il maggior numero di voti elettorali fossero inseriti nella lista della Camera se nessun candidato avesse avuto la maggioranza dei voti elettorali. Il democratico-repubblicano John Clopton della Virginia, il più grande Stato dell'Unione, sostenne che avere cinque nomi sulla lista per un'elezione di emergenza toglieva potere al popolo, quindi propose che ci fossero solo due nomi sulla lista. Il 20 ottobre, la Camera nominò una commissione di diciassette membri (un rappresentante per ogni Stato) per perfezionare l'emendamento.
La proposta originale partita dalla legislatura dello Stato di New York avrebbe proposto, insieme alla designazione, l'idea dell'elezione distrettuale degli elettori sostenuta dal Segretario del Tesoro Gallatin. Poco dopo la costituzione della commissione, il federalista Benjamin Huger tentò di aggiungere una disposizione relativa alle elezioni distrettuali alla proposta di emendamento, ma la commissione lo ignorò.
Il 23 ottobre la commissione presentò alla Camera una versione aggiornata dell'emendamento di designazione che cambiava il numero di candidati in un'elezione di emergenza da cinque a tre e permetteva al Senato di scegliere il vicepresidente in caso di parità di voti. I piccoli Stati federalisti non gradivano il passaggio da cinque a tre perché rendeva molto meno probabile che un candidato di un piccolo Stato potesse partecipare a un'elezione di emergenza. Huger e il federalista newyorkese Gaylord Griswold sostennero che la Costituzione era un compromesso tra grandi e piccoli Stati e che il metodo scelto dai redattori avrebbe dovuto controllare l'influenza degli Stati più grandi. Huger affermò persino che la Costituzione stessa non era un'unione di persone, ma un'unione di Stati grandi e piccoli, per giustificare il quadro originale per l'elezione del presidente. La designazione, sostenevano Griswold e Huger, avrebbe violato lo spirito della Costituzione togliendo un controllo al potere dei grandi Stati.
Per i federalisti, il primo a intervenire fu Seth Hastings del Massachusetts, il quale sostenne che l'emendamento di designazione avrebbe reso inutile la vicepresidenza e sostenne l'eliminazione del compromesso dei tre quinti. John C. Smith pose l'incandescente controversia se l'emendamento proposto fosse per aiutare Jefferson a essere rieletto. L'oratore Nathaniel Macon lo definì inopportuno. Matthew Lyon del Kentucky denunciò ogni riferimento alla clausola dei tre quinti come una mera provocazione. Il 28 ottobre 1803 la Camera approvò la risoluzione per 88-31.
Molti rappresentanti del Nord si espressero a favore dell'eliminazione del collegio elettorale e dell'elezione diretta del Presidente da parte di tutti gli elettori statunitensi.

#### Senato
Il 28 ottobre il Senato aveva già discusso l'emendamento di designazione. Il democratico-repubblicano DeWitt Clinton si aspettava che il Senato, con una maggioranza democratico-repubblicana di 24-9, avrebbe rapidamente approvato l'emendamento. Il federalista Jonathan Dayton propose di eliminare la carica di vicepresidente e il suo collega Uriah Tracy lo appoggiò. Dall'altra parte, Wilson Cary Nicholas era semplicemente preoccupato che il Congresso non avrebbe presentato l'emendamento in tempo perché gli Stati potessero ratificarlo prima delle elezioni del 1804. Nonostante la preoccupazione di Nicholas, il Senato non si sarebbe occupato seriamente dell'emendamento fino al 23 novembre.
Come alla Camera, il dibattito si concentrò sul numero di candidati in un'elezione straordinaria e sui fondamenti filosofici della Costituzione. Ancora una volta, i piccoli Stati federalisti sostennero con veemenza che tre candidati davano troppo potere ai grandi Stati nella scelta dei presidenti. Il senatore Pierce Butler della Carolina del Sud sostenne che i problemi delle elezioni del 1800 difficilmente si sarebbero ripetuti e che non avrebbe sostenuto la necessità di cambiare la Costituzione solo per impedire un vicepresidente federalista. John Quincy Adams sostenne che il passaggio da cinque a tre persone dava un vantaggio al popolo che violava il principio federativo della Costituzione. Piuttosto che avere una carica presidenziale equilibrata tra gli Stati e il popolo, Adams riteneva che la designazione del presidente e del vicepresidente avrebbe fatto pendere la bilancia a favore del popolo.
I senatori federalisti sostenevano la necessità di mantenere la procedura originale per il Collegio elettorale. Il senatore Samuel White del Delaware sostenne che la procedura originale non era stata sottoposta a “un esperimento equo” e criticò la proposta di emendamento per aver rafforzato il bipartitismo che aveva preso il sopravvento sulle elezioni presidenziali.
In risposta, i Democratici-Repubblicani si appellarono ai principi democratici. Samuel Smith del Maryland sostenne che la presidenza doveva essere il più possibile responsabile nei confronti del popolo. Per questo motivo, avere tre candidati in un'elezione straordinaria era molto meglio che averne cinque, perché altrimenti sarebbe stato possibile far diventare presidente il quinto miglior candidato. Inoltre, la stessa designazione avrebbe ridotto drasticamente il numero di elezioni che sarebbero arrivate alla Camera dei Rappresentanti, e il presidente avrebbe avuto molte più probabilità di rappresentare la scelta del popolo. Un'altra delle argomentazioni di Smith era semplicemente l'elezione del 1800. William Cocke del Tennessee adottò un approccio diverso, sostenendo che l'intera argomentazione dei Federalisti relativa ai piccoli Stati era semplicemente dettata dall'interesse personale.
Un ultimo ordine del giorno dell'emendamento riguardava la possibilità che la Camera non riuscisse a scegliere un presidente entro il 4 marzo. Si trattava della parte meno controversa del Dodicesimo Emendamento e John Taylor propose che il Vicepresidente avrebbe assunto il ruolo di Presidente in quella particolare circostanza, “come in caso di morte o di altro impedimento costituzionale del Presidente”.
Sembrò chiaro fin dall'inizio che il predominio democratico-repubblicano avrebbe reso la questione un conflitto senza esclusione di colpi e i democratici-repubblicani stavano solo aspettando che tutti i loro voti fossero presenti, ma i federalisti avevano un'ultima difesa. Una maratona di dibattiti dalle 11:00 alle 22:00 fu all'ordine del giorno il 2 dicembre 1803. In particolare, Uriah Tracy del Connecticut sostenne una tesi simile a quella di Adams, invocando il principio federativo della Costituzione. Tracy sostenne che la procedura originale era stata formulata per dare ai piccoli Stati la possibilità di eleggere il vicepresidente, che avrebbe controllato i poteri del presidente. In sostanza, gli Stati bilanciavano il potere del popolo. Tuttavia, questo metodo funzionerebbe solo se si rendesse partitico, dato che la Georgia (ad esempio) era un piccolo Stato democratico-repubblicano.

### Proposta e ratifica

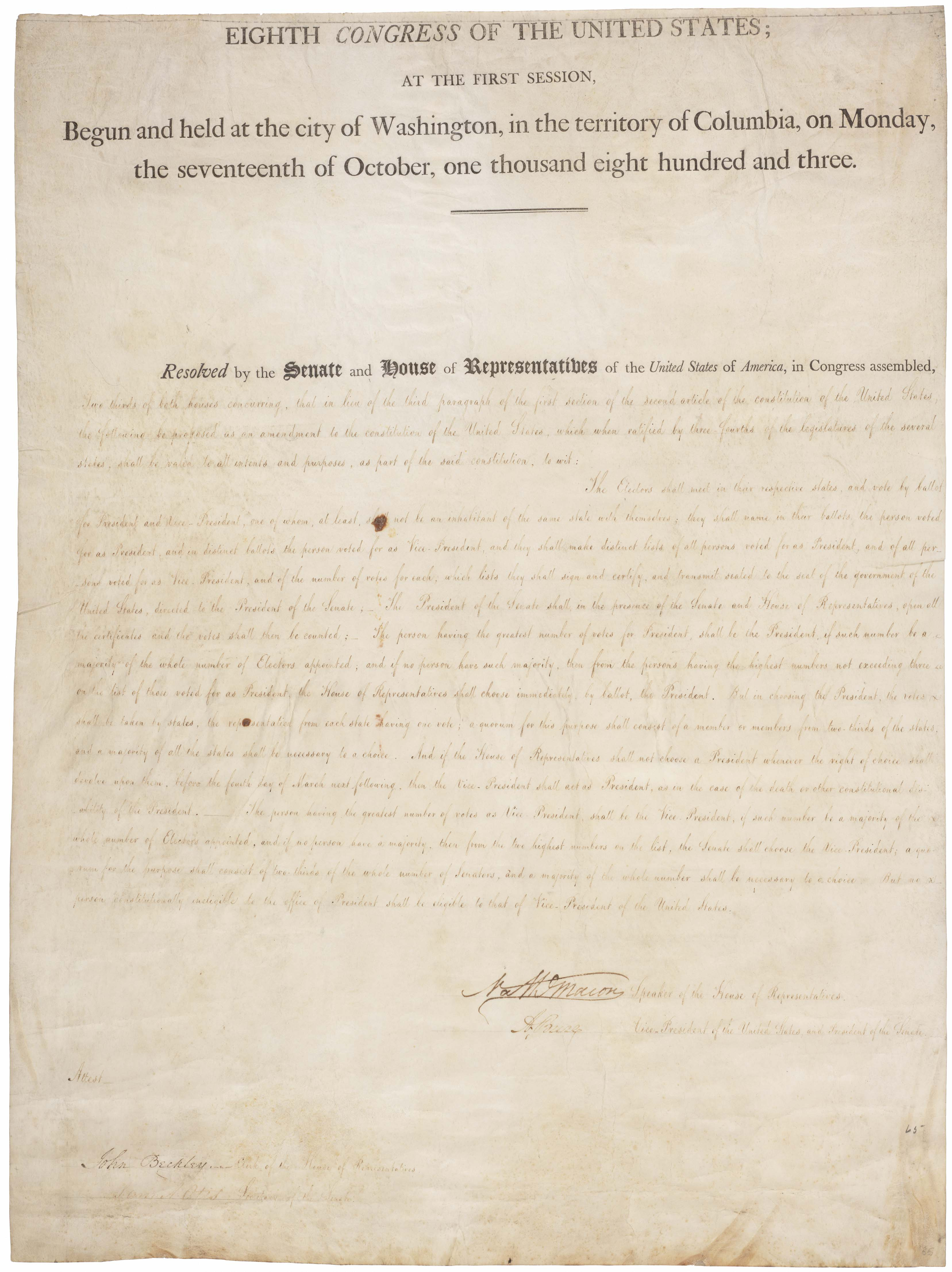
Il dodicesimo emendamento negli Archivi Nazionali

Il Dodicesimo Emendamento fu proposto dall'8º Congresso il 9 dicembre 1803, quando fu approvato dalla Camera dei Rappresentanti con voto di 84 a 42, dopo essere stato precedentemente approvato dal Senato, con voto di 22 a 10, il 2 dicembre. L'emendamento fu ufficialmente presentato ai 17 Stati il 12 dicembre 1803 e fu ratificato dalle legislature dei seguenti Stati:
1. North Carolina: 22 dicembre 1803
2. Maryland: 24 dicembre 1803
3. Kentucky: 27 dicembre 1803
4. Ohio: 30 dicembre 1803
5. Pennsylvania: 5 gennaio 1804
6. Vermont: 30 gennaio 1804
7. Virginia: 3 febbraio 1804
8. New York: 10 febbraio 1804
9. New Jersey: 22 febbraio 1804
10. Rhode Island: 12 marzo 1804
11. Carolina del Sud: 15 maggio 1804
12. Georgia: 19 maggio 1804
13. New Hampshire: 15 giugno 1804
Essendo stato ratificato dalle legislature di tre quarti degli Stati (13 su 17), la ratifica del Dodicesimo Emendamento fu completata e divenne parte della Costituzione.[N 3] Successivamente fu ratificato da:
14. Tennessee: 27 luglio 1804
15. Massachusetts: 1961[N 4]

L'emendamento fu respinto dal Delaware, il 18 gennaio 1804, e dal Connecticut, il 10 maggio 1804. In una circolare del 25 settembre 1804, indirizzata ai governatori degli Stati, il Segretario di Stato dichiarò che James Madison aveva dichiarato l'emendamento ratificato da tre quarti degli stati.

## Collegio elettorale in base al Dodicesimo Emendamento
Sebbene il Dodicesimo Emendamento non abbia modificato la composizione del Collegio elettorale, ha cambiato il processo di elezione del Presidente e del Vicepresidente. Il nuovo processo elettorale fu utilizzato per la prima volta per le elezioni del 1804. Da allora, ogni elezione presidenziale è stata condotta secondo i termini del Dodicesimo Emendamento.
Il Dodicesimo Emendamento stabilisce che ogni elettore deve esprimere voti distinti per il Presidente e il Vicepresidente, invece di due voti per il Presidente. L'emendamento adatta la disposizione del testo originale dell'Articolo II che vieta a un elettore di esprimere entrambi i voti presidenziali per gli abitanti del proprio Stato; in base al Dodicesimo Emendamento, uno dei voti espressi da un elettore, il voto per il Presidente o il voto per il Vicepresidente, deve essere per qualcuno che risiede in uno Stato diverso da quello in cui vive l'elettore. Il risultato di questa regola è che i candidati alla presidenza si sono astenuti dal selezionare un compagno di campagna che vive nel loro stesso Stato, per non rischiare di perdere i voti presidenziali o vicepresidenziali degli elettori del loro stesso Stato di residenza. Per esempio, all'inizio del 2000, Dick Cheney e George W. Bush erano entrambi legalmente residenti in Texas; ma, in vista della nomina a patner di Bush, Cheney cambiò la sua residenza legale in Wyoming, dove possedeva una casa e che aveva precedentemente rappresentato al Congresso.
Se nessun candidato alla presidenza ottiene la maggioranza dei voti totali, la Camera dei Rappresentanti, votando per Stati e con gli stessi requisiti di quorum previsti dalla procedura originale, sceglie il presidente. Questa è l'unica procedura in cui la Camera vota per rappresentanza statale. Il Dodicesimo emendamento prevede che la Camera scelga tra i tre maggiori beneficiari di voti elettorali, rispetto ai cinque previsti dalla procedura originale.
Il dodicesimo emendamento richiede che una persona riceva la maggioranza dei voti elettorali per la carica di vicepresidente affinché venga eletta vicepresidente dal Collegio elettorale. Se nessun candidato alla vicepresidenza ottiene la maggioranza dei voti totali, il Senato, con un voto per ogni senatore, sceglie il vicepresidente. Il dodicesimo emendamento prevede che il Senato scelga tra i candidati con il “maggior numero” di voti elettorali. Se più persone sono a pari merito al secondo posto, il Senato può prenderli tutti in considerazione. Il dodicesimo emendamento ha introdotto il requisito del quorum di due terzi dell'intero numero di senatori per lo svolgimento delle votazioni. Inoltre, il dodicesimo emendamento prevede che il Senato scelga il vicepresidente con il voto favorevole della “maggioranza del numero totale” dei senatori.
Per evitare che una situazione di stallo tenesse la nazione senza leader, il Dodicesimo Emendamento prevedeva che se la Camera non avesse scelto un presidente prima del 4 marzo, quindi il primo giorno di un mandato presidenziale, il vicepresidente eletto avrebbe “agito come presidente, come in caso di morte o di altro impedimento costituzionale del presidente”. Il Dodicesimo Emendamento non specificava per quanto tempo il vicepresidente avrebbe agito come presidente o se la Camera potesse ancora scegliere un presidente dopo il 4 marzo. La Sezione 3 del Ventesimo Emendamento, adottata nel 1933, sostituisce questa disposizione del Dodicesimo Emendamento cambiando la data di inizio di un nuovo mandato presidenziale al 20 gennaio, chiarendo che il vicepresidente eletto “agisce come Presidente” solo se la Camera non ha scelto un Presidente entro il 20 gennaio e consentendo al Congresso di stabilire per legge “chi agirà allora come Presidente, o il modo in cui sarà scelto colui che deve agire” se non c'è un Presidente eletto o un vicepresidente eletto entro il 20 gennaio. Il testo chiarisce inoltre che se non c'è un presidente eletto il 20 gennaio, chiunque agisca come presidente lo farà fino a quando non verrà eletta una persona “qualificata” ad occupare la presidenza.

### Relazione con il Ventiduesimo Emendamento
Il Dodicesimo Emendamento afferma esplicitamente che i requisiti costituzionali come previsti per il presidente si applicano anche alla carica di vicepresidente e il XXII Emendamento della Costituzione impedisce a un presidente per due mandati di essere eletto per un terzo mandato, ma non è chiaro se questi emendamenti insieme impediscano a un presidente per due mandati di servire successivamente come vicepresidente e di succedere alla presidenza da qualsiasi punto della linea di successione presidenziale. Alcuni sostengono che il Dodicesimo Emendamento riguardi le qualifiche per il funzionamento, mentre il Ventiduesimo Emendamento riguardi le qualifiche per l'elezione, e che quindi un ex presidente per due mandati sia ancora idoneo a ricoprire la carica di vicepresidente. Alcuni studiosi di diritto propongono che la tesi di cui sopra non consideri adeguatamente l'opportunità di servire come Presidente per più di due mandati e di “agire come Presidente per più di due anni”, con conseguente violazione del Ventiduesimo Emendamento.  L'interazione tra i due emendamenti non è stata verificata, poiché nessun presidente eletto due volte è mai stato nominato per la vicepresidenza.
Hillary Clinton, durante la campagna presidenziale del 2016, ha scherzosamente affermato di aver preso in considerazione la possibilità di nominare suo marito, l'ex presidente due volte eletto Bill Clinton, come suo compagno di corsa alla vicepresidenza, ma le fu detto che sarebbe stato incostituzionale. Questa ambiguità costituzionale ha permesso di speculare, nel 2020, sulla possibilità che l'ex presidente due volte eletto Barack Obama fosse idoneo a ricoprire la carica di vicepresidente.

## Elezioni dal 1804

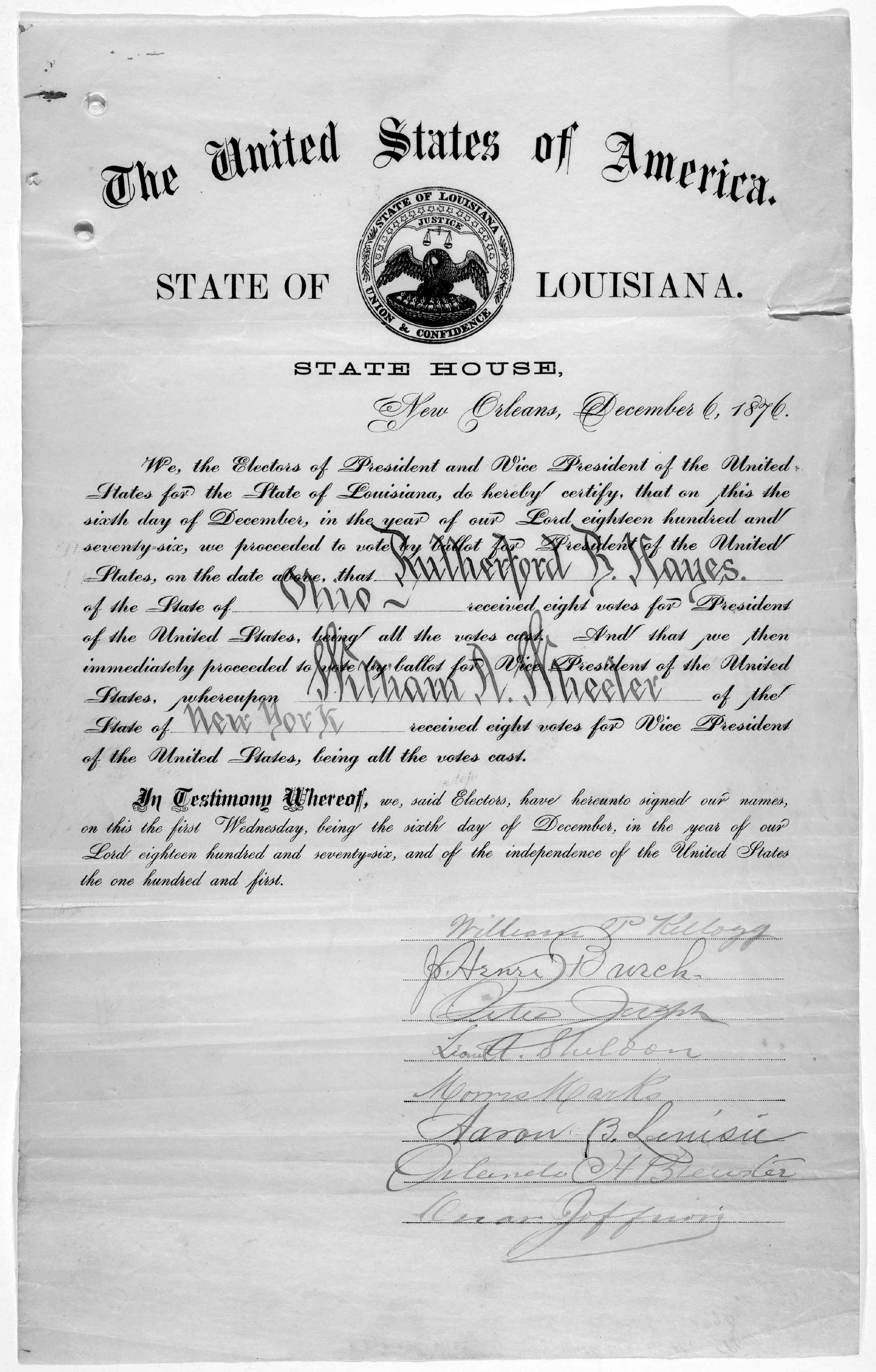
Certificato per il voto elettorale per Rutherford B. Hayes e William A. Wheeler per lo Stato della Louisiana

A partire dalle elezioni del 1804, ogni elezione presidenziale è stata condotta in base al Dodicesimo Emendamento. Solo una volta da allora la Camera dei Rappresentanti ha scelto il presidente in un'elezione straordinaria, nelle elezioni del 1824, quando nessuno dei quattro candidati ottenne la maggioranza assoluta (131 voti richiesti all'epoca) dei voti elettorali: Andrew Jackson ricevette 99 voti elettorali, John Quincy Adams (figlio di John Adams) 84, William H. Crawford 41, e Henry Clay 37.
Poiché la Camera poteva prendere in considerazione solo i primi tre candidati, Clay fu eliminato, mentre le cattive condizioni di salute di Crawford, a seguito di un ictus e di un attacco cardiaco, resero improbabile la sua elezione da parte della Camera.
Jackson si aspettava che la Camera votasse per lui, dal momento che aveva ottenuto una pluralità di voti sia popolari che elettorali. Invece, la Camera elesse Adams al primo scrutinio con tredici Stati, seguito da Jackson con sette e Crawford con quattro. Clay aveva appoggiato Adams per la presidenza, il che aveva un peso aggiuntivo perché Clay era lo Speaker della Camera. Adams nominò poi Clay suo Segretario di Stato, al che Jackson e i suoi sostenitori risposero accusando i due di aver fatto un “affare corrotto”. Nell'elezione per la vicepresidenza, John C. Calhoun, compagno di corsa sia di Jackson che di Adams, fu eletto a pieno titolo, ricevendo 182 voti elettorali.
Nel 1836 il Partito Whig nominò quattro diversi candidati in diverse regioni, con l'obiettivo di dividere il voto elettorale, negando al candidato democratico Martin Van Buren la maggioranza elettorale e costringendolo a un'elezione straordinaria. Alla fine Van Buren vinse nettamente il collegio elettorale e il tentativo di far valere il 12° emendamento si rivelò infruttuoso.
La strategia Whig fallì per poco, poiché Van Buren ottenne una maggioranza elettorale e un'apparente maggioranza di voto popolare, vincendo la Pennsylvania con 4.222 voti. Nella Carolina del Sud, i cui elettori presidenziali erano Whig, non si tenne alcun voto popolare, poiché la scelta degli elettori fu effettuata dalla legislatura statale.
La base della strategia dei Whigs risiedeva in una grave scissione del Partito Democratico a livello statale in Pennsylvania, che spinse il Partito Antimassonico, allineato ai Whig, alla potenza statale. Gli allineamenti dei partiti per Stato nella Camera dei Rappresentanti suggeriscono che qualsiasi elezione straordinaria avrebbe avuto un esito incerto, con nessuno dei candidati, Van Buren, William Henry Harrison e Hugh White, che avrebbe avuto un percorso chiaro verso la vittoria.
In quella stessa elezione, nessun candidato alla vicepresidenza si assicurò la maggioranza elettorale, poiché gli elettori democratici della Virginia si rifiutarono di votare per il candidato democratico alla vicepresidenza, Richard Mentor Johnson, a causa della sua relazione con un ex schiavo, e votarono invece per William Smith.
Di conseguenza, Johnson ricevette 147 voti elettorali, un voto in meno rispetto alla maggioranza, seguito da Francis Granger con 77, John Tyler con 47 e Smith con 23. Il Senato dovette quindi indire un'elezione straordinaria tra Johnson e Granger per la carica di vicepresidente, che Johnson vinse al primo scrutinio con 33 voti contro i 16 di Granger.
Dal 1836, nessun grande partito statunitense ha nominato più candidati regionali alla presidenza o alla vicepresidenza in un'elezione. Tuttavia, a partire dalla guerra civile, ci sono stati due seri tentativi da parte di partiti basati nel Sud di candidare candidati regionali nella speranza di negare a uno dei due maggiori partiti la maggioranza del Collegio elettorale. Entrambi i tentativi, nel 1948 e nel 1968, sono falliti per poco; in entrambi i casi, uno spostamento del risultato di due o tre Stati vicini avrebbe costretto le rispettive elezioni alla Camera, per il presidente, e al Senato, per il vicepresidente.
Nelle elezioni moderne, spesso viene scelto un compagno di corsa per fare appello a un diverso gruppo di elettori. Un problema di Habitation Clause è sorto durante le elezioni presidenziali del 2000, contestate da George W. Bush e dal compagno di corsa Dick Cheney, scelto da Bush, e da Al Gore e dal compagno di corsa Joe Lieberman, perché si sosteneva che Bush e Cheney fossero entrambi abitanti del Texas e che quindi gli elettori texani avessero violato il Dodicesimo Emendamento votando per entrambi. I 32 voti elettorali del Texas erano necessari per garantire a Bush e Cheney la maggioranza nel Collegio elettorale. Con i Democratici che avevano conquistato quattro seggi al Senato per eguagliare i Repubblicani a 50 seggi ciascuno, l'esito di un'elezione straordinaria al Senato, soprattutto se fosse avvenuta dopo l'insediamento dei nuovi senatori eletti, sarebbe stato tutt'altro che certo; infatti una simile elezione nel 2000, se fosse avvenuta, avrebbe determinato quale partito controllasse il Senato.
La residenza di Bush era indiscussa, in quanto all'epoca era Governatore del Texas. Tuttavia, Cheney e sua moglie si erano trasferiti a Dallas cinque anni prima, quando aveva assunto il ruolo di amministratore delegato dell'azienda Halliburton. Cheney era cresciuto nel Wyoming, lo aveva rappresentato al Congresso e aveva mantenuto una residenza nello Stato anche durante il suo incarico alla Halliburton. Pochi mesi prima delle elezioni, cambiò la sua registrazione elettorale e la sua patente di guida in Wyoming e mise in vendita la sua casa a Dallas. Il 21 luglio 2000, Cheney ha cambiato la sua registrazione elettorale dal Texas alla Contea di Teton, Wyoming. Tre elettori texani hanno impugnato l'elezione presso una corte federale di Dallas e poi hanno fatto ricorso alla Corte d'Appello degli Stati Uniti per il Quinto Circuito, dove la decisione è stata respinta.

## Osservazioni
1. ↑  Questa disposizione è stata sostituita dalle sezioni 1, 2, e 3 del Ventesimo Emendamento nel 1933.
2. ↑  Questo nome deriva da Aaron Burr, che aveva pareggiato con Thomas Jefferson nel Collegio elettorale durante le elezioni del 1800 dopo che un elettore di Jefferson-Burr dimenticò di troncare la propria scheda per escludere Burr, causando quasi una crisi costituzionale.
3. ↑  La ratifica fu probabilmente completata il 15 giugno 1804, quando la legislatura del New Hampshire ratificò l'emendamento. Tuttavia, il governatore dello Stato, John Taylor Gilman, pose il veto alla risoluzione di ratifica il 20 giugno e l'atto non riuscì a passare nuovamente con il voto dei due terzi allora richiesto dalla Costituzione dello Stato. Tuttavia, considerando che la ratifica prescritta dall'Articolo V della Costituzione specifica che gli emendamenti entrano in vigore “quando sono ratificati dalle legislature dei tre quarti dei vari Stati o dalle convenzioni dei tre quarti di essi”, si ritiene generalmente che l'approvazione o il veto di un governatore non abbiano alcun effetto legale.[25] La ratifica fu probabilmente completata il 15 giugno 1804, quando la legislatura del New Hampshire ratificò l'emendamento. Tuttavia, il governatore dello Stato, John Taylor Gilman, pose il veto alla risoluzione di ratifica il 20 giugno, e l'atto non riuscì a passare nuovamente con il voto dei due terzi allora richiesto dalla Costituzione dello Stato. Tuttavia, considerando che la ratifica prescritta dall'Articolo V della Costituzione specifica che gli emendamenti entrano in vigore “quando sono ratificati dalle legislature dei tre quarti dei vari Stati o dalle convenzioni dei tre quarti di essi”, si ritiene generalmente che l'approvazione o il veto da parte di un governatore siano privi di effetti legali.[25]
4. ↑  Dopo essere stata respinta dalla legislatura del Massachusetts il 3 febbraio 1804.[26][27]
5. ↑  All'epoca, sei Stati sceglievano i loro elettori nella legislatura statale piuttosto che attraverso il voto popolare e quindi non tenevano un conteggio dei voti per il presidente.[35]